# Paget Brewster
Paget Valerie Brewster, född 10 mars 1969 i Concord, Massachusetts, är en amerikansk skådespelare och sångerska. Hon har medverkat i den populära tv-serien Vänner där hon spelade Joeys flickvän, och senare även Chandlers flickvän. Brewster är kanske mest känd för sin medverkan i TV-serien Criminal Minds, där hon spelar agenten Emily Prentiss. 
I juni 2010 meddelade CBS och Brewster själv att hennes roll i Criminal Minds skulle skrivas ut under den sjätte säsongen. I mars 2011 lämnade rollfiguren tv-serien. Efter protester från TV-seriens tittare återvände hon till Criminal Minds för att medverka även i den sjunde säsongen.

## Filmografi i urval
- 1997–1998 – Vänner (TV-serie) (6 avsnitt)
- 1998 – Max Q
- 2000 – Rocky och Bullwinkle på äventyr
- 2002–2004 – Andy Richter Controls the Universe (TV-serie)
- 2004–2006 – Huff (TV-serie)
- 2005 – Man of the House
- 2005–2013 – American Dad! (TV-serie) (röst, 15 avsnitt)
- 2006–2020 – Criminal Minds (TV-serie)
- 2007 – Raw Feed: Sublime
- 2011–2013 – Dan Vs. (TV-serie)
- 2014–2015 – Community (TV-serie)
- 2018–2021 – DuckTales (TV-serie) (röst)